# イプス谷線
イプス谷線（ドイツ語: Ybbstalbahn）は、ニーダーエスターライヒ旅客鉄道の鉄道線の名称である。路線番号は132。全線がヴァイトホーフェン市内を通る狭軌路線で、「ヴァイトホーフェン市内線」の愛称がつけられている。2020年末に、ペスタロッツィ通り - クシュタット間が運行休止となった。

## 運行形態[2]
- R59系統：　ヴァイトホーフェン駅 - ペスタロッツィ通り
全て各駅停車。平日30分に1本、休日は1時間に1本の運行。半数が、ヴァイトホーフェン駅で130号線アムシュテッテン方面の列車と接続する。
2020年以前は、ヴァイトホーフェン駅 - クシュタット間に1時間に1本の運行で、休日は2時間が空くこともあった。

## 駅一覧
以下では、オーストリア国鉄132号線の駅と営業キロ、停車列車、接続路線などを一覧表で示す。なお、全て各駅停車である。
| 路線名                                       | 駅名                                                             | 駅間営業キロ | 累計営業キロ | 接続路線 | 所在地                   | 所在地                                   |
| -------------------------------------------- | ---------------------------------------------------------------- | ------------ | ------------ | -------- | ------------------------ | ---------------------------------------- |
| 132                                          | ヴァイトホーフェン・アン・デア・イプス駅                         | -            | 0.0          | 130号線  | ニーダーエスターライヒ州 | ヴァイトホーフェン・アン・デア・イプス市 |
| 132                                          | ヴァイトホーフェン・アン・デア・イプス・銅細工通り駅(*1)         | 1.0          | 1.0          |          | ニーダーエスターライヒ州 | ヴァイトホーフェン・アン・デア・イプス市 |
| 132                                          | ヴァイトホーフェン・アン・デア・イプス・シラー公園駅             | 0.6          | 1.6          |          | ニーダーエスターライヒ州 | ヴァイトホーフェン・アン・デア・イプス市 |
| 132                                          | ヴァイトホーフェン・アン・デア・イプス地方線駅                   | 0.4          | 2.0          |          | ニーダーエスターライヒ州 | ヴァイトホーフェン・アン・デア・イプス市 |
| 132                                          | ヴァイトホーフェン・アン・デア・イプス・フォーゲルザンク駅       | 0.8          | 2.8          |          | ニーダーエスターライヒ州 | ヴァイトホーフェン・アン・デア・イプス市 |
| 132                                          | ヴァイトホーフェン・アン・デア・イプス・ペスタロッツィ通り駅(*1) | 0.3          | 3.1          |          | ニーダーエスターライヒ州 | ヴァイトホーフェン・アン・デア・イプス市 |
|                                              | ヴァイトホーフェン・アン・デア・イプス・クライルホフ駅(*2)       | 0.8          | 3.9          |          | ニーダーエスターライヒ州 | ヴァイトホーフェン・アン・デア・イプス市 |
| クシュタット・バイ・ヴァイトホーフェン駅(*2) | 1.6                                                              | 5.5          |              |          | ニーダーエスターライヒ州 | ヴァイトホーフェン・アン・デア・イプス市 |

(*1): 2020年12月開業。

(*2): 2020年12月休止。